# Řecká drachma
Řecká drachma (₯, novořecky: δραχμή, drachmí; pl. drachmés) byla zákonným platidlem Řecka od 1. září 1836 po měnovou reformu 1. května 1954 a poté až do 31. prosince 2001, kdy byla nahrazena eurem. Mince a bankovky vydávala Ethniki Trapeza tis Ellados (Řecká národní banka). ISO 4217 kód měny byl GRD.
1. června 2012 se drachmy objevily v terminálu Bloombergu, údajně šlo jen o test.

## Historie a status měny
Řecko bylo kolébkou evropské civilizace a právě Řekové poprvé v Evropě používali mince jako platidlo. Poprvé byly mince použity jako platidlo v Lýdii v dnešním Turecku. Řecko drachmu zavedlo po svém osamostatnění na osmanské říši v roce 1836 a navazovalo tím na původní název řecké měny v období starověku.

## Mince
Řecká drachma se dělila na 100 lepta, ale v oběhu byla již jen mince s hodnotou 50 lepta z důvodů neekonomičnosti jejich výroby. Mince byly raženy v hodnotách 50 lepta, 1, 2, 5, 10, 20, 50 a 100 drachem.

## Bankovky
Bankovky řecké drachmy byly vydávány v hodnotách 50, 100, 200, 500, 1000, 5000 a 10 000 drachem.